# Wappenbuch der Königlichen, Großherzoglichen und Herzoglich Sächsischen Staaten

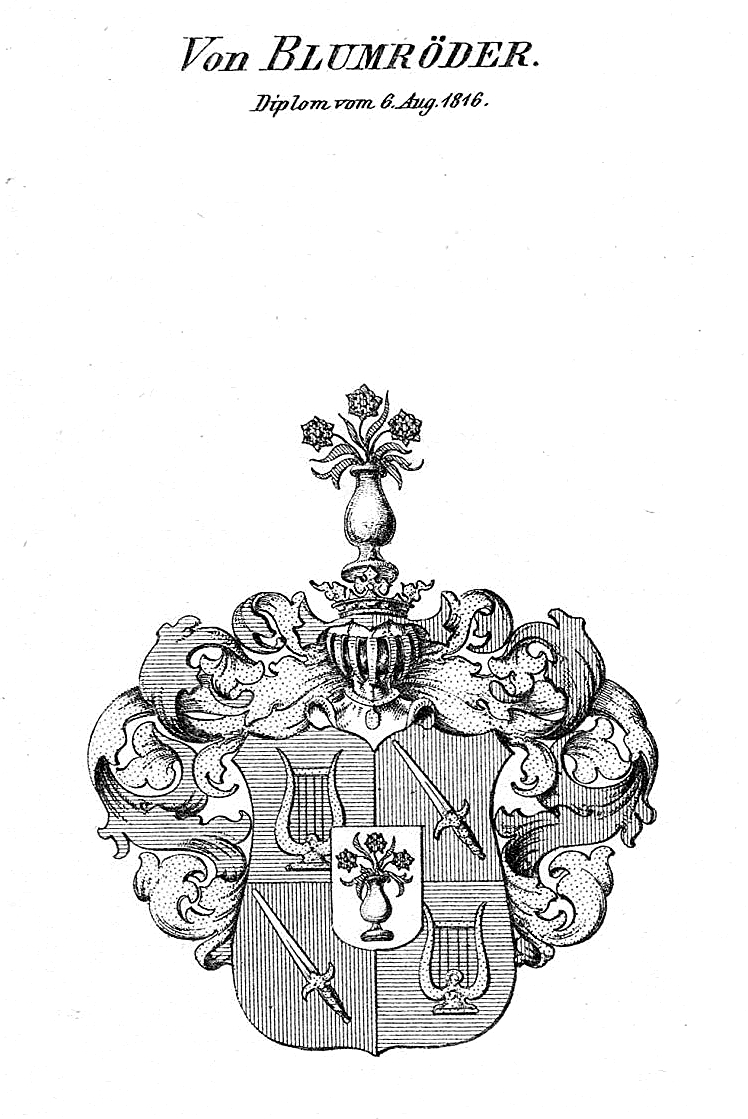
Wappen derer von Blumröder, in: Johann Andreas Tyroff (Hrsg.): Wappenbuch der Königlichen, Großherzoglichen und Herzoglich Sächsischen Staaten, Nürnberg 1848

Das Wappenbuch der Königlichen, Großherzoglichen und Herzoglich Sächsischen Staaten ist eine Sammlung von Wappen in den Sächsischen Staaten. Es wurde von Johann Andreas Tyroff hergestellt und vom Tyroffschen Wappenverlag Nürnberg veröffentlicht. Von 1848 bis 1871 erschienen 14 Bände und ein Sonderband mit Hauptregister.

## Beschreibung

Wappen des Königreichs Sachsen 1806 – 1918

In diesem Wappenbuch sind 1270 Wappen des sächsischen Adels dargestellt, nach dem Hauptregister untergliedern sich die Bände in: König von Sachsen und die sächsischen Staaten, die Fürsten, die Grafen und die Freiherren.

## Die Bände
- Digitale Sammlungen der Bände 1–14 und Hauptregister:
  - Band 1 (1848) books.google.de und MDZ,
  - Band 2 (1852) books.google.fr und MDZ,
  - Band 3 (1854) books.google.fr und MDZ,
  - Band 4 (1855) books.google.fr, books.google.de und MDZ,
  - Band 5 (1857) books.google.fr und MDZ,
  - Band 6 (1858)  books.google.fr und MDZ,
  - Band 7 (1859) books.google.fr und MDZ,
  - Band 8 (1859) books.google.fr und MDZ,
  - Band 9 (1860), books.google.fr und MDZ,
  - Band 10 (1862) books.google.fr und MDZ,
  - Band 11 (1862) books.google.fr und MDZ,
  - Band 12 (1863) books.google.fr und MDZ,
  - Band 13 (1867) books.google.de und MDZ,
  - Band 14 (1871) MDZ,
  - Haupt-Register zum Wappenbuch der Sächsischen Staaten I.–XI. Band books.google.de.